# Latvijas PSR čempionāts futbolā 1967
L'edizione 1967 del massimo campionato di calcio lettone fu la 23ª come competizione della Repubblica Socialista Sovietica Lettone; il titolo fu vinto dall'ESR Riga, giunto al suo secondo titolo.

## Formato
Il campionato era formato da quattordici squadre che si incontrarono in gare di andata e ritorno per un totale di 26 turni; erano assegnati due punti alla vittoria, un punto al pareggio e zero per la sconfitta.

## Classifica finale
|  | Pos. | Squadra                          | Pt | G  | V  | N  | P  | GF | GS | DR  |
|  | ---- | -------------------------------- | -- | -- | -- | -- | -- | -- | -- | --- |
|  | 1.   | ASK Rīga                         | 35 | 26 | 15 | 5  | 6  | 51 | 20 | +31 |
|  | 1.   | ESR Riga                         | 35 | 26 | 13 | 9  | 4  | 35 | 11 | +24 |
|  | 3.   | KRR Rīga                         | 34 | 26 | 12 | 10 | 4  | 39 | 22 | +17 |
|  | 4.   | RRR Riga                         | 30 | 26 | 11 | 8  | 7  | 33 | 22 | +11 |
|  | 5.   | RABR Riga                        | 29 | 26 | 11 | 7  | 8  | 35 | 27 | +8  |
|  | 6.   | Pilots Riga                      | 28 | 26 | 10 | 8  | 8  | 41 | 25 | +16 |
|  | 7.   | Kurzeme Aizpute                  | 28 | 26 | 12 | 4  | 10 | 34 | 37 | -3  |
|  | 8.   | ZSK Daugavpils                   | 27 | 26 | 10 | 7  | 9  | 20 | 25 | -5  |
|  | 9.   | Futbola klubs Liepājas Metalurgs | 26 | 26 | 11 | 4  | 11 | 30 | 31 | -1  |
|  | 10.  | CSK Broceni                      | 23 | 26 | 7  | 9  | 10 | 26 | 39 | -7  |
|  | 11.  | Juras Osta Ventspils             | 21 | 26 | 7  | 7  | 12 | 23 | 27 | -4  |
|  | 12.  | Vulkans Kuldiga                  | 18 | 26 | 5  | 8  | 13 | 23 | 43 | -20 |
|  | 13.  | Jelgava                          | 16 | 26 | 6  | 4  | 16 | 19 | 43 | -34 |
|  | 14.  | Dinamo Liepaja                   | 14 | 26 | 4  | 6  | 16 | 10 | 47 | -37 |

### Spareggio per il titolo
- ESR Riga 5-2  ASK Rīga